# Concert du nouvel an 1942 à Vienne
Le concert du nouvel an 1942 de l'orchestre philharmonique de Vienne, qui a eu lieu le 1er janvier 1942, est le deuxième concert du nouvel an donné au Musikverein, à Vienne, en Autriche. Il est dirigé pour la deuxième fois également par le chef d'orchestre autrichien Clemens Krauss.
Johan Strauss II y est de nouveau le compositeur principal au programme dont une pièce coécrite avec son frère Josef.
Quatre des douze pièces sont jouées pour la première fois, dont le célèbre Beau Danube bleu, qui sera interprété en rappel à presque tous les concerts du nouvel an ultérieurs.

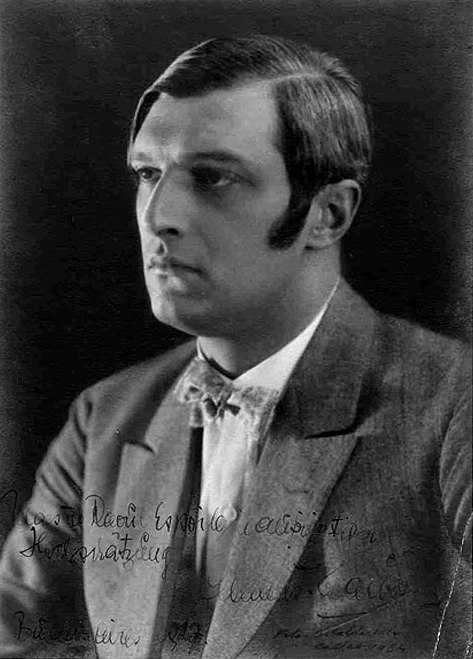
Le chef Clemens Kraus

## Programme
Les pièces suivies d'un astérisque (*) sont jouées pour la première fois.
1. Johann Strauss II : Neu-Wien, valse pour chœur masculin et orchestre, op. 342*
2. Johann Strauss II : Annen-Polka, polka, op. 117
3. Johann Strauss II : Unter Donner und Blitz, polka rapide, op. 324*
4. Johann Strauss II : csárdás du Chevalier Pásmán, op. 441
5. Johann Strauss II : 'S gibt nur a Kaiserstadt, 's gibt nur a Wien!, polka, op. 291*
6. Johann Strauss II : ouverture de l'opérette La Chauve-Souris
7. Johann Strauss II : marche d'ouverture de l'opérette Der Zigeunerbaron
8. Johann Strauss II : Éljen a Magyar!, polka rapide, op. 332
9. Johann Strauss II : Kaiserwalzer, valse, op. 437
10. Johann Strauss II et Josef Strauss : Pizzicato-Polka, polka
11. Johann Strauss II : Perpetuum mobile. Ein musikalischer Scherz, scherzo, op. 257

### Rappel
1. Johann Strauss II : Le Beau Danube bleu, valse, op. 314*